# 49700 Mather
49700 Mather è un asteroide della fascia principale. Scoperto nel 1999, presenta un'orbita caratterizzata da un semiasse maggiore pari a 2,1720380 UA e da un'eccentricità di 0,0594445, inclinata di 3,61924° rispetto all'eclittica.